# Alon Turgeman
Alon Turgeman (Hebreeuws: אלון תורג'מן) (Netanja, 6 september 1991) is een Israëlisch voetballer die doorgaans speelt als spits. In juli 2023 verruilde hij Hapoel Haifa voor Hapoel Beër Sjeva. Turgeman maakte in 2018 zijn debuut in het Israëlisch voetbalelftal.

## Clubcarrière
Turgeman speelde in zijn jeugd voor Beitar Nes Tubruk uit zijn geboorteplaats Netanya. Na acht jaar in de opleiding van die club doorgebracht te hebben, verkaste de aanvaller naar Hapoel Petach Tikwa. Daar kwam hij op achttienjarige leeftijd al in het eerste elftal, waarvoor hij erg belangrijk was met acht doelpunten in zijn eerste seizoen. Mede door de treffers van Turgeman wist Hapoel op het hoogste niveau te blijven. Op 7 augustus 2011 vertrok de aanvaller naar een nieuwe club, toen Maccabi Haifa hem een driejarige verbintenis liet ondertekenen. Aanvankelijk moest hij plaats nemen op de reservebank, maar na een blessure van Wiyam Amashe en het vertrek van Vladimir Dvalisjvili kwam hij in de basis terecht. In januari 2012 leek hij te gaan vertrekken bij Maccabi omdat hij weinig speelde, maar na overleg met coach Arik Benado besloot hij toch te blijven.
In januari 2016 werd Turgeman voor een half jaar op huurbasis bij Hapoel Tel Aviv gestald. De Israëlische spits verliet Maccabi Haifa in de daaropvolgende zomer opnieuw op huurbasis, toen hij vertrok naar Bnei Jehoeda. In 2017 werd Hapoel Haifa de derde club die Turgeman huurde van Maccabi Haifa. Na afloop van deze verhuurperiode maakte de Israëliër de overstap naar Austria Wien. Deze club verhuurde hem begin 2020 voor een halfjaar aan Wisła Kraków. In januari 2021 keerde Turgeman definitief terug naar Israël, waar hij voor zijn oude club Hapoel Haifa tekende. Medio 2023 verkaste Turgeman naar Hapoel Beër Sjeva.

## Interlandcarrière
Turgeman debuteerde op 24 maart 2018 in het Israëlisch voetbalelftal. Op die dag werd er met 1–2 verloren van Roemenië. De aanvoerder moest van bondscoach Alon Hazan op de bank starten en hij viel na een uur spelen in voor Tomer Hemed, die de score had geopend. Door doelpunten van Nicolae Stanciu en George Țucudean won Roemenië uiteindelijk. De andere debutanten dit duel waren Loai Taha, Hanan Maman (beiden Hapoel Beër Sjeva), Dor Micha (Maccabi Tel Aviv), Eran Levy en Dia Seba (beiden Maccabi Netanja).
| Interlands van Alan Turgeman voor Israël | Interlands van Alan Turgeman voor Israël | Interlands van Alan Turgeman voor Israël | Interlands van Alan Turgeman voor Israël | Interlands van Alan Turgeman voor Israël | Interlands van Alan Turgeman voor Israël | Interlands van Alan Turgeman voor Israël |
| №                                        | Datum                                    | Wedstrijd                                | Uitslag                                  | Competitie                               | Goals                                    |                                          |
| Als speler bij Hapoel Haifa              | Als speler bij Hapoel Haifa              | Als speler bij Hapoel Haifa              | Als speler bij Hapoel Haifa              | Als speler bij Hapoel Haifa              | Als speler bij Hapoel Haifa              | Als speler bij Hapoel Haifa              |
| ---------------------------------------- | ---------------------------------------- | ---------------------------------------- | ---------------------------------------- | ---------------------------------------- | ---------------------------------------- | ---------------------------------------- |
| 1                                        | 24 maart 2018                            | Israël – Roemenië                        | 1 – 2                                    | Vriendschappelijk                        |                                          |                                          |
| Als speler bij Austria Wien              |                                          |                                          |                                          |                                          |                                          |                                          |
| 2                                        | 11 september 2018                        | Noord-Ierland – Israël                   | 3 – 0                                    | Vriendschappelijk                        |                                          |                                          |

Bijgewerkt op 11 juni 2025.